# Rośliny kompasowe

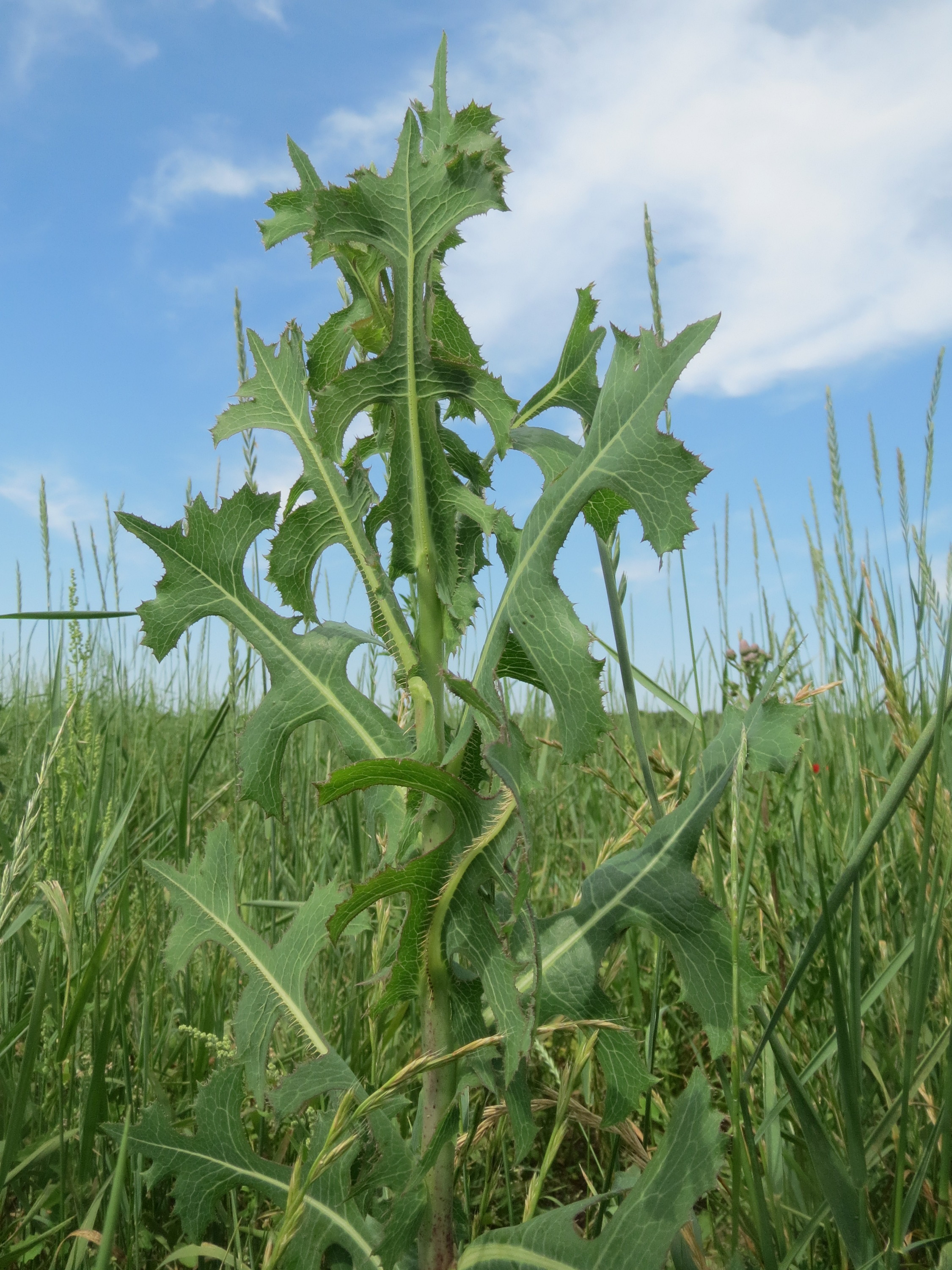
Sałata kompasowa

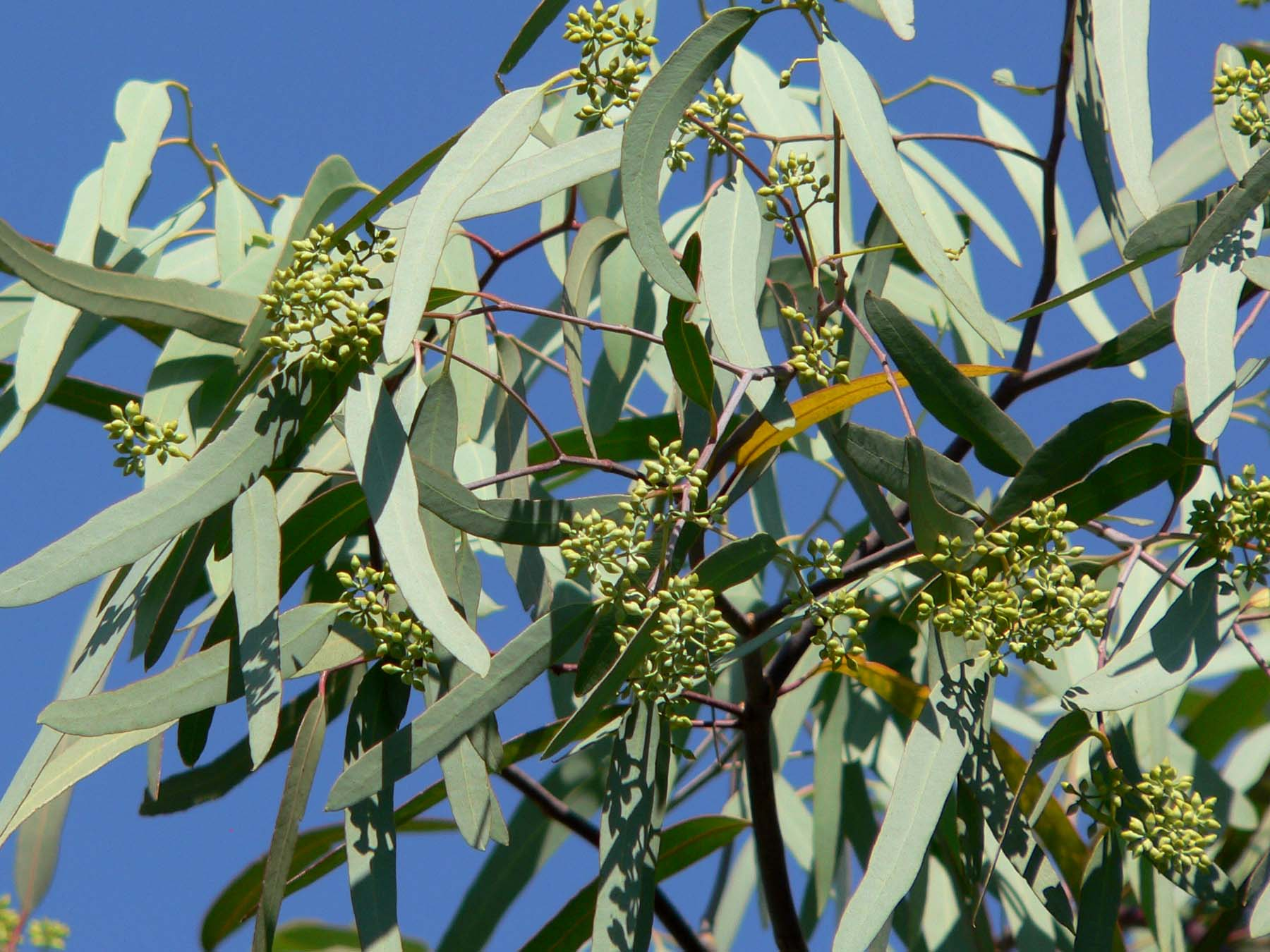
Unikające silnego nasłonecznienia liście eukaliptusa Eucalyptus microtheca.

Rośliny kompasowe – rośliny siedlisk silnie nasłonecznionych, których strategią obronną przed nadmiernym naświetleniem i nagrzaniem (w konsekwencji też utratą wody) jest ułożenie liści pod większym kątem względem promieni słonecznych. 
Niektóre gatunki (np. sałata kompasowa Lactuca serriola, rożnik strzępolistny Silphium laciniatum) rozwijają blaszki mniej więcej pionowo w osi północ-południe, unikając ich naświetlania w środkowej części dnia, a korzystając ze słabszego oświetlenia padającego od wschodu i zachodu tj. w porze rannej i wieczornej. Taki układ liści powodowany jest przez asymetryczny rozwój nasady blaszki, powodujący jej skręcenie. Inne gatunki wykonują plagiofototropiczne ruchy liści ustawiające ich blaszki pod większym kątem w stosunku do padających promieni słonecznych. Przykładem takich roślin są robinia akacjowa Robinia pseudoacacia i eukaliptusy Eucalyptus.